# 법령안편집기
법령안편집기는 법제처에서 개발·배포하는 법령안 편집 프로그램이다. 법령의 본문 및 별표·서식 등 현행법령을 확인하면서 개정 시에 개정문과 신·구조문대비표 등을 자동으로 작성한다. 법령안편집기는 정부기관 및 지방자치단체 등에서 법령안 작성시에 사용되고 있으며, 학교나 단체 등 일반인들도 사용할 수 있도록 무료로 제공하고 있다. 법령안편집기로 작성된 문서 파일은 파일 확장자로 *.law를 갖고 있다.

## 법령안편집기의 역사
- 2007년 개정문 및 신구조문대비표 자동화를 위한 법령안편집기 기반 구축 (법안 1.0)
- 2008년 ~ 2012년 중앙부처 및 지방자치단체용으로 각각 보급 (법안 2.0)
- 2013년 ~ 2015년 기존 법령안편집기를 통합하고, 별표·서식에 대한 개정 및 법령안에 포함된 타법명 표기 및 띄어쓰기, 조문번호 중복·누락 등 검사 기능을 추가 (법안 3.0)
- 2016년 ~ 공포법령 업데이트 및 법령 내용 검색 기능 등 추가 (법안 3.1)

## 프로그램 설치
법령안편집기를 사용하기 위해서는 정부입법지원센터(www.lawmaking.go.kr)에 접속, 메인화면의 우축 하단에 있는 "법안 3.1" 배너를 클릭하여 설치할 수 있다.
법령안편집기는 아래아한글(한컴오피스) 프로그램에 기반하고 있어, 사용자 컴퓨터에 아래아한글 2007 이상의 버전이 설치되어 있어야 하며, 정부입법지원센터에 회원가입 후 누구나 이용할 수 있다.

## 주요 특징
- 법령 본문 및 별표·서식에 대한 개정문, 신·구조문대비표 자동 작성
- 타법 개정, 시행일, 일괄자구변경, 종전 부칙 개정 등 부칙 자동 작성
- 입법예고, 공포문 등 표준양식 제공 및 자동 작성
- 법령용어에 대한 띄어쓰기, 외래어 표기, 한자어 표현 등 검토/검사
- 조·항·호·목의 중복/누락 등 법령안 오류 검사
- 문자열 및 패턴(~의^종료한^때로부터, ~부터 ~까지, ~의 임기는 #년으로 한다, 승진|계약|위기 등에 있어서 등) 검색 및 저장
- 법령 본문 및 별표·서식, 부칙의 일괄 저장

## 같이 보기
- 정부입법지원센터
- 국가법령정보센터